# 먹어 불라가
《먹어 불라가》(영어/필리핀어: Eat Bulaga! 잇 불라가)는 필리핀의 버라이어티 쇼이다.

## 사회자
- 티토 소토 (1979년 ~ 현재)
- 빅 소토 (1979년 ~ 현재)
- 조이 데 레온 (1979년 ~ 현재)
- 호세 마나로 (1994년 ~ 현재)
- 앨런 케이 (1995년 ~ 현재)
- 왈리 바욜라 (2000년 ~ 현재)
- 파오로 발레스테로스 (2001년 ~ 현재)
- 라이언 아곤실로 (2009년 ~ 현재)
- 라이자 메이 디즌 (2012년 ~ 현재)
- 메인 멘도자 (2015년 ~ 현재)
- 마일스 오캠포 (2022년 ~ 현재)
- 캐런 아이스트룹 (2023년 ~ 현재)
- 아타샤 물랙 (2023년 ~ 현재)